# Chimarra antigua
Chimarra antigua är en nattsländeart som beskrevs av Oliver S. Flint Jr. 1967. Chimarra antigua ingår i släktet Chimarra och familjen stengömmenattsländor. Inga underarter finns listade i Catalogue of Life.